# Mubarak Bala
Mubarak Bala (nascido em 1984  ) é um ateu nigeriano e presidente da Associação Humanista da Nigéria. Bala enfrentou perseguição e prisão por deixar o Islã e expressar publicamente pontos de vista ateus. 
Em 5 de abril de 2022, o Tribunal Superior do Estado de Kano condenou Bala a 24 anos de prisão depois que ele se declarou culpado de uma acusação de dezoito acusações de blasfêmia e incitação pública.    

## Vida
Bala nasceu no estado de Kano, norte da Nigéria, em meados da década de 1980.  Ele foi internado à força em uma instituição psiquiátrica em Kano por dezoito dias em 2014, onde foi drogado. Um médico sugeriu que não havia nada de errado com Bala, mas um segundo médico sugeriu um distúrbio de personalidade e, de acordo com Bala, disse a ele:
Meu caro, você precisa de um Deus, até no Japão eles têm um Deus, ninguém deveria viver sem Deus, aqueles que vivem, são todos doentes psicológicos, negar o relato bíblico de Adão e Eva é ilusão, negação da história.   
A União Humanista e Ética Internacional assumiu o caso e considera que os direitos humanos de Bala foram violados.   De acordo com a União, "a verdadeira razão para esta ação ultrajante e desumana é porque Mubarak renunciou ao Islã e se declarou abertamente ateu".  Em 4 de julho de 2014, a BBC informou que Bala havia recebido alta do hospital devido a uma greve de médicos e buscava a reconciliação com sua família. Não ficou claro se ele permaneceria na Nigéria, devido a ameaças de morte. 

## Condenação sob a lei islâmica

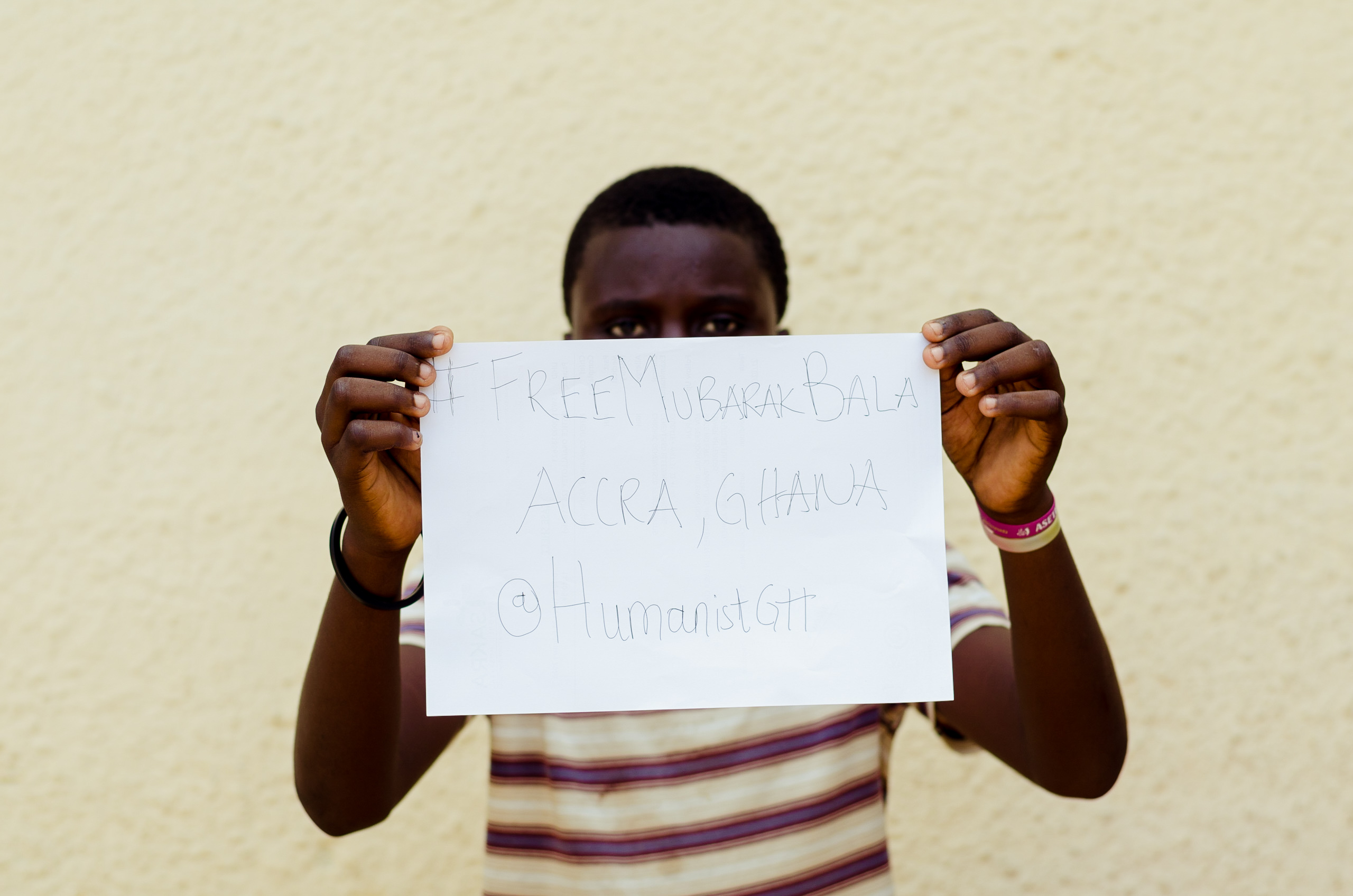
Um ativista ganense segura uma placa em apoio a Mubarak Bala em 2020

Bala decidiu ficar na Nigéria e foi nomeado presidente dos Humanistas Nigerianos. Em abril de 2020, ele foi preso em Kaduna por blasfêmia, devido a uma postagem que fez no Facebook,  e posteriormente foi detido sem acusações. Devido ao fato de que a polícia nigeriana supostamente o transferiu de Kaduna para Kano, onde a lei Shariah é praticada, e em face de várias ameaças de morte críveis,  aumentaram os temores por sua segurança. O ativista de direitos humanos Leo Igwe tem trabalhado para apoiar os direitos de Bala, em conjunto com várias organizações ateias e humanistas, incluindo a Humanism International e a Atheist Alliance International. Além disso, a recém-formada Associação Internacional de Ateus (AIA) uniu forças para aumentar a conscientização e arrecadar fundos para ajudar a pagar os custos legais de Bala. A Comissão de Liberdade Religiosa Internacional dos Estados Unidos também se interessou por Bala e começou a pressionar o governo nigeriano. 
Em 5 de abril de 2022, Mubarak foi condenado a 24 anos de prisão em um tribunal superior no estado de Kano, no norte, após se declarar culpado de todas as 24 acusações e pedir clemência. 